# Birpath
Birpath (en népalais : वीरपथ) est un comité de développement villageois du Népal situé dans le district d'Achham. Au recensement de 2011, il comptait 2 875 habitants.